# Patrick Abate
Patrick Abate est un homme politique français membre du PCF. Maire de Talange depuis 1989, il est ancien vice-président du Conseil régional de Lorraine et ancien sénateur de la Moselle à la suite de la nomination de Jean-Marc Todeschini dans le gouvernement Valls II.

## Biographie
Patrick Abate arrive de Tunisie en métropole en 1960, à l'âge de trois ans. Il passe son baccalauréat en 1975 au lycée Fabert de Metz. Il fait des études de droit et devient professeur d'économie. Il devient adjoint à la mairie de Talange en 1983, et est  élu maire de Talange en 1989, après de nombreux désaccords avec Nicolas Schiffler. Il est le père de jumeaux, nés en 1990.

## Synthèse des mandats
- 12 juillet 2018 - en cours : 10e Vice-Président de la Communauté de Communes Rives de Moselle chargé des mobilité et aménagements fluviaux.
- 22 décembre 2014 - 17 juin 2017 : Sénateur de la Moselle.
- Janvier 2014 - 23 mai 2015 : 4e Vice-Président de la Communauté de communes Rives de Moselle.
- 29 mars 2004 - décembre 2014 : Conseiller régional de Lorraine.
- Mars 2010 - Décembre 2014 : vice-président du Conseil régional de Lorraine chargé de l'Aménagement, des Grands Projets et des Infrastructures.
- Mars 2008 - Janvier 2014 : Vice-président de la communauté de communes du Sillon mosellan.
- Mars 1983 - Mars 1989 : Conseiller municipal de Talange.
- depuis le 19 mars 1989 : maire de Talange.